# Al-Mikdadijja
Al-Mikdadijja (arab. ‏المقدادية‎, kurd. شارەبان, Şareban) – miasto w Iraku, w muhafazie Dijala. W 2014 roku liczyło 155 968 mieszkańców. Jego populacja jest mieszanką Arabów, irackich Turkmenów i Kurdów.

## Etymologia
Nazwa miasta wywodzi się z języka perskiego, a dokładniej od słów Miqdad i Muqdadia i oznacza "Dane przez magów".